# Rotmeer-Preußenfisch
Der Rotmeer-Preußenfisch (Dascyllus marginatus) ist eine Art aus der Familie der Riffbarsche (Pomacentridae). Die Fische leben im Roten Meer, im Golf von Oman im nordwestlichen Indischen Ozean und möglicherweise auch an den Küstenregionen dazwischen. Sie ersetzen dort den nah verwandten Netz-Preußenfisch (Dascyllus reticulatus) aus dem übrigen Indopazifik. 

## Merkmale
Rotmeer-Preußenfische werden fünf bis sechs Zentimeter lang und sind damit die kleinsten Preußenfische. Sie besitzen einen hochrückigen, seitlich abgeflachten Körper, der 1,4 bis 1,5 mal länger als hoch ist. Ihre Grundfarbe ist weißlich bis hellblau, die äußeren Bereiche von Rücken-, Bauch- und Afterflosse sind schwärzlich. Der Bereich um die Brustflossen ist dunkel. Ihre Schuppen sind gelblich bzw. etwas dunkler umrandet und verleihen den Fischen ein leichtes Netzmuster. Entlang des Seitenlinienorgans haben sie 18 bis 20 Schuppen. Die Anzahl der Kiemenreusenfortsätze beträgt 26 bis 30.
- Flossenformel: Dorsale XII/14–15, Anale II/13–14, Pectorale 18–20.

## Lebensweise
Die Fische leben in Tiefen von einem bis 15 Metern in Korallenriffen assoziiert mit den Steinkorallengattungen Acropora, Porites und Stylophora. Sie ernähren sich von Zooplankton, kleinen bodenbewohnenden Wirbellosen und Algen. Wie alle Riffbarsche sind sie ovipar und betreiben Brutpflege.